# Thomasomys hudsoni
Thomasomys hudsoni là một loài động vật có vú trong họ Cricetidae, bộ Gặm nhấm. Loài này được Anthony mô tả năm 1923.